# Paracleodoxus
'Paracleodoxus' es un género de escarabajos longicornios de la tribu Acanthocinini.

## Especies
- Paracleodoxus cineraceus Monne & Monne, 2010
- Paracleodoxus simillimus Monne & Monne, 2010